# Occidente de México
El occidente de México es una de las siete regiones de los Estados Unidos Mexicanos. Comprende los estados de Colima, Jalisco, Michoacán, Nayarit, Aguascalientes y Guanajuato.
Se extiende por parte de la llanura costera del océano Pacífico, la sierra Madre Occidental, el eje Neovolcánico, la cuenca del río Balsas y la sierra Madre del Sur, así como por el suroeste de la altiplanicie mexicana. Limita al norte con la región Noroeste, al este con Noreste, al sureste con Centrosur y Sureste, y al oeste con el océano Pacífico.
Cuenta con una población de 23 497 615 habitantes y un área de 206 900km².

## Estados
| Nayarit        | Jalisco        | Colima       | Michoacán      |
| 1 235 456 hab. | 8 348 151 hab. | 731 391 hab. | 4 748 846 hab. |
|                |                |              |                |
| Tepic          | Guadalajara    | Colima       | Morelia        |

## Sitios de interés

### Guadalajara, Jalisco

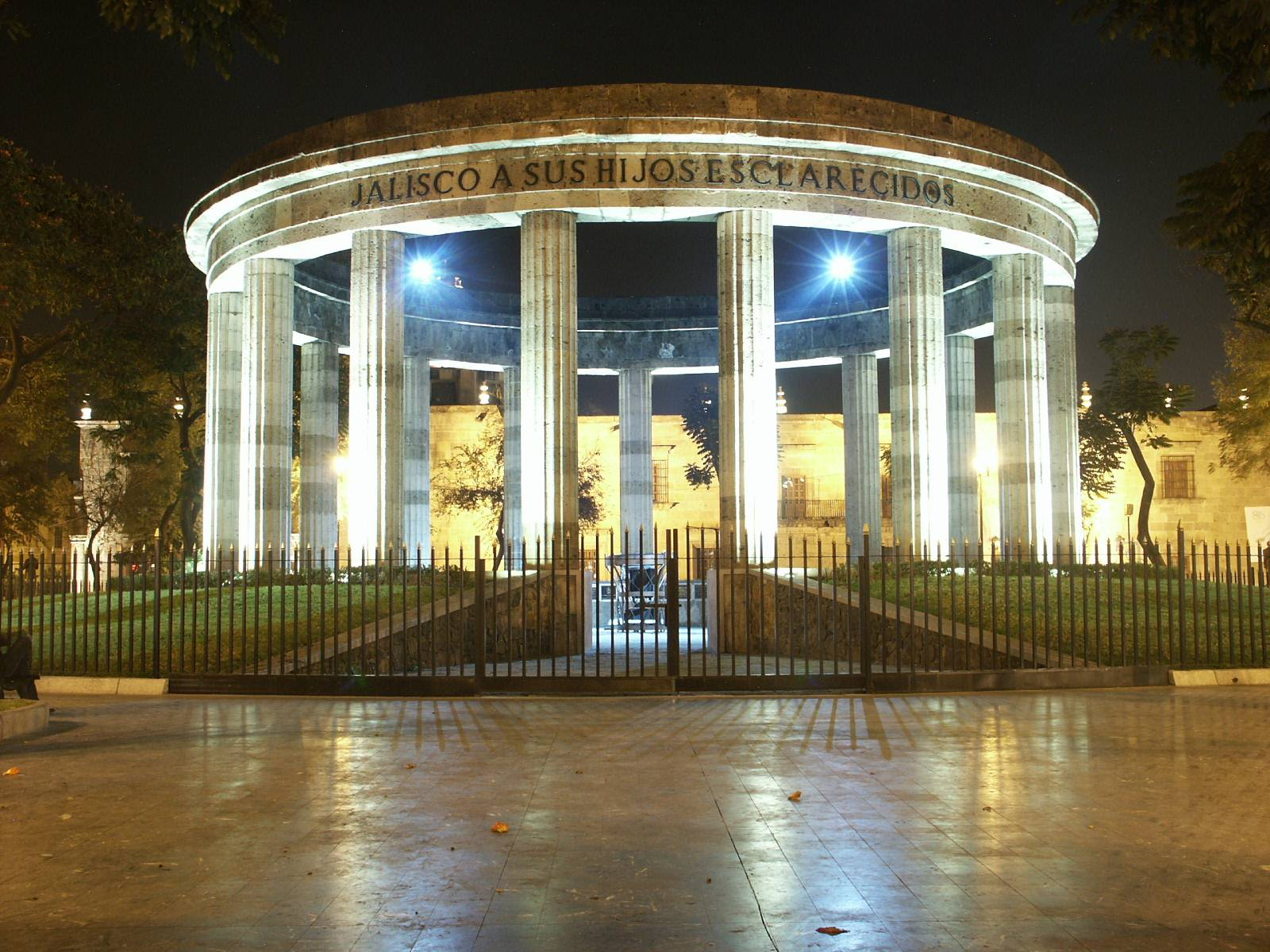
Rotonda de los jaliscienses Ilustres.

Es conocida en el mundo por sus tradiciones, sus atracciones culturales y recreativas, y por su gastronomía, su sólida identidad cultural le ha dado imagen iconográfica al país. Es además sede de la Archidiócesis de Guadalajara. Esta ciudad fue también la mayor ciudad mexicana en ser considerada como ciudad del futuro en los estudios del 2007 de la FDI Magazine, debido a su población inclinadamente juvenil, baja tasa de desempleo, gran número de recientes inversiones extranjeras y proyectos, asimismo tenía el potencial económico más fuerte de cualquier mayor ciudad norteamericana en el 2007 sólo superado por el de Chicago, también observaba el mayor potencial de cualquier ciudad mexicana para hacer negocios. Guadalajara es la tercera ciudad más poblada de México.

### Colima, Colima
Es muy conocida en el mundo por su cultura, y ha sido nombrada Capital Cultural Americana 2015 por sus tradiciones, atracciones culturales, recreativas, folclore que cuenta con cinco siglos y medio de cultura desde 1503 visibles en su arquitectura y gastronomía. Es una ciudad colonial y moderna, una de las ciudades con mejor calidad de vida y más competitiva del país [cita requerida] , también es el mayor centro financiero del estado de Colima, así como su capital. Su zona metropolitana es la más poblada del estado con sus 380 575 habitantes.
Es la puerta del estado de Colima hacia los países asiáticos, europeos y africanos ya que recibe 50,000 turistas por año[cita requerida], también es la ciudad con mayor crecimiento urbano en el estado con una tasa de crecimiento de 5.89 % entre 2015 a 2020.
Su clima es templado. El Valle de Colima rodeado por colinas y montañas.

### Chapala, Jalisco

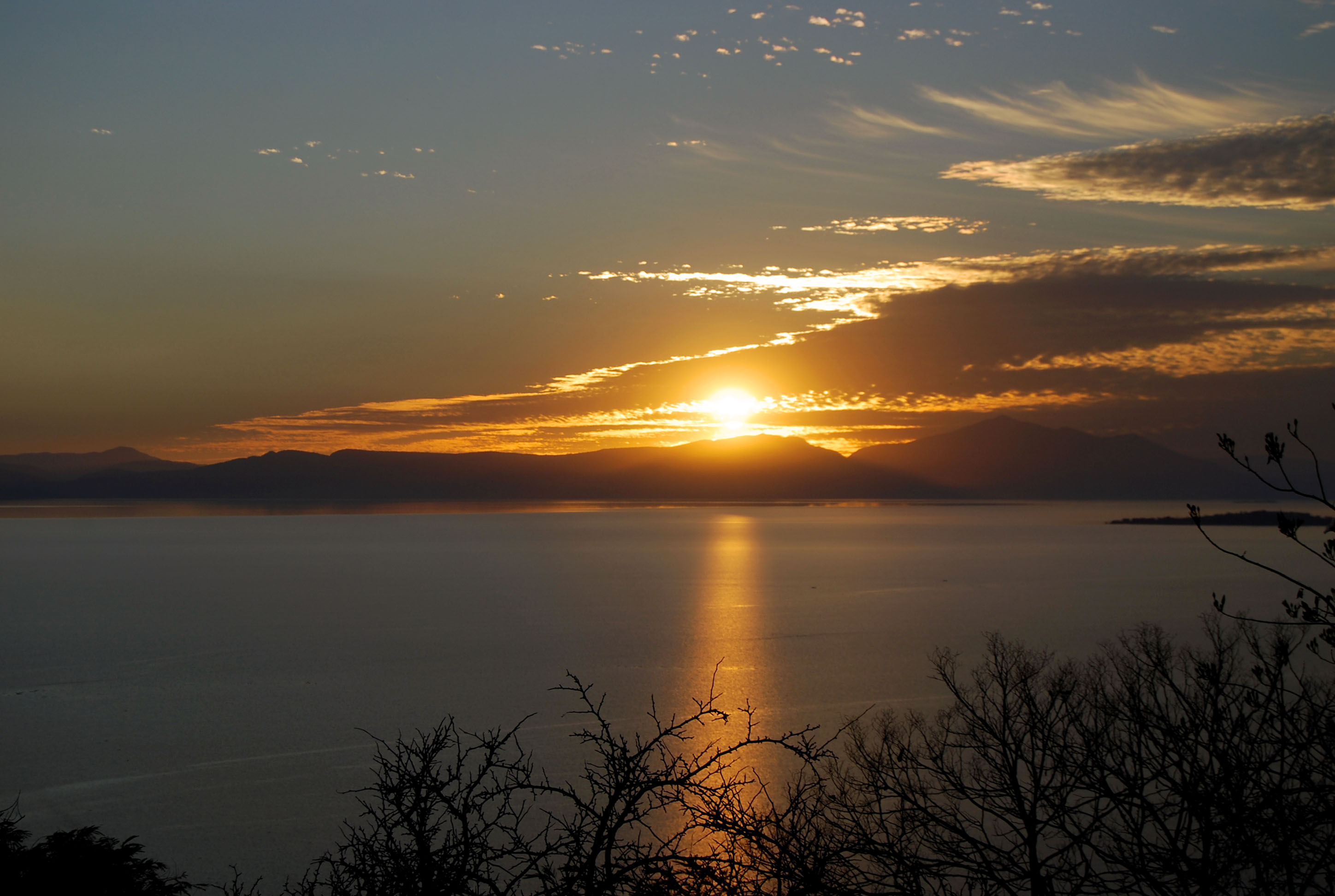
El Lago de Chapala.

Esta región alcanza una magnitud significativa en afallamiento asociado con manifestaciones volcánicas y grabens (áreas hundidas entre sistemas de fallas). Se tiene aquí a 1,500 m s. n. m. el mayor lago del país, cuyas aguas ocupan un enorme graben ubicado entre sistemas de grandes fallas este-oeste y otras más pequeñas dirigidas burdamente de norte a sur. Por otro lado, el vulcanismo se desarrolló a lo largo de algunas líneas de fallas y levantó las sierras que bordean el lago. El resultado es un paisaje de origen unitario pero de morfologías combinadas que aportan una notable singularidad a la provincia. Una región occidental con importantes sistemas de fallas noroeste-sureste y norte-sur que han generado grabens con esos mismos rumbos y que forman los vasos de los lagos Atotonilco, Zacoalco, San Marcos y Sayula, situados a una altitud de 1,350 m s. n. m. El propio lago de Chapala y las Sierras de Laderas de Escarpa de falla que lo circundan, más su extensión cenagosa al este: La Ciénega de Chapala. El lago, bastante somero, mantenido fundamentalmente por los aportes del río Lerma al que recibe en el extremo oriental. Las sierras afalladas y llanos al norte de los lagos y las sierras afalladas y la región de lomeríos al sur de los lagos.

### Morelia, Michoacán

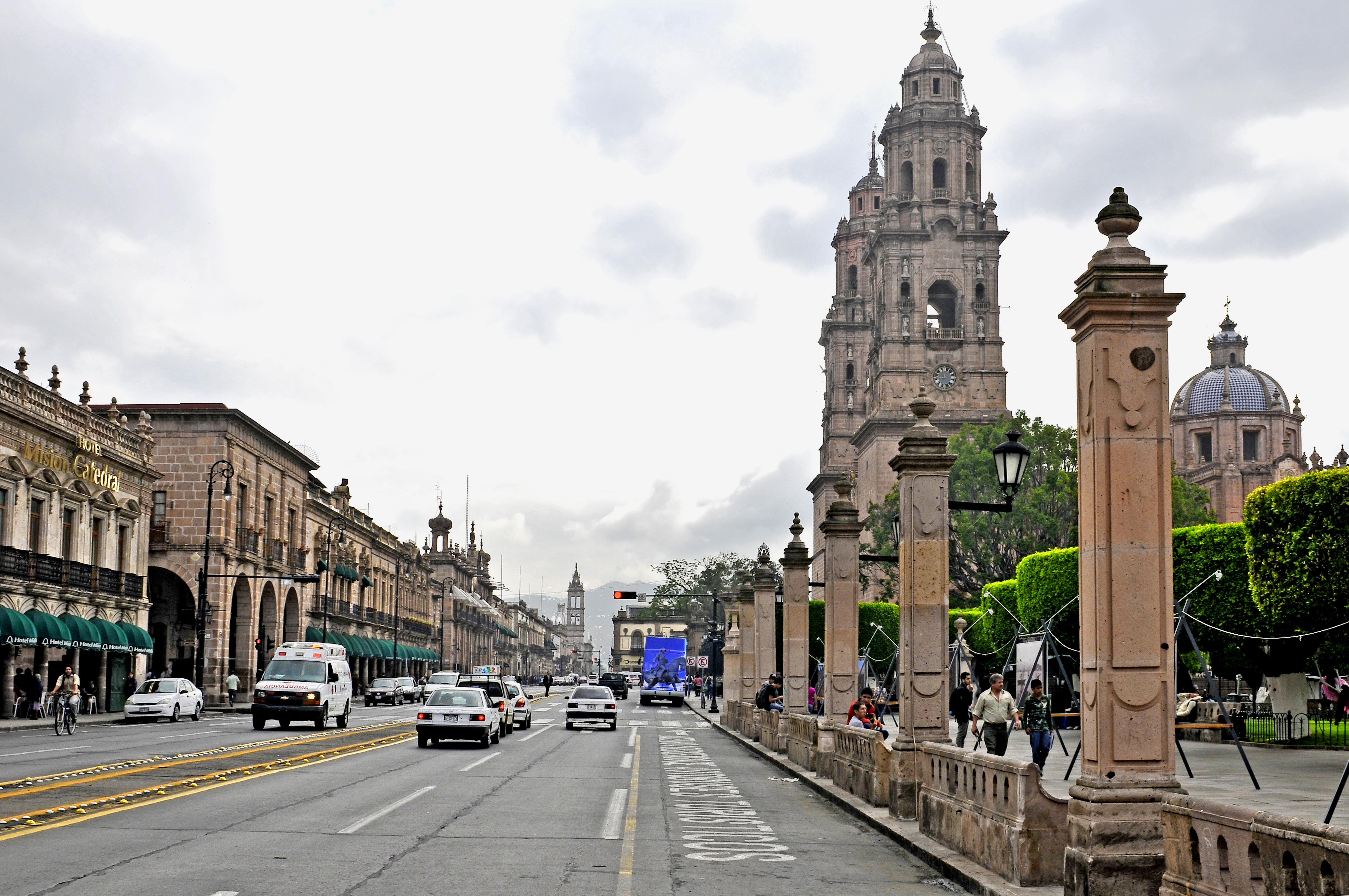
Avenida Francisco I. Madero Poniente.

Morelia, capital del Estado de Michoacán, ha sido históricamente la ciudad más poblada de Michoacán (entonces llamada "Valladolid") desde que en 1578 se trasladaron a ella los poderes de Michoacán. Debido al gran crecimiento de la ciudad, ésta ha rebasado sus límites originales y absorbido diversas localidades contiguas, formándose así una conurbación que integra a la ciudad de Morelia, propiamente dicha, y a otras siete localidades del municipio de Morelia y 12 del municipio de Tarímbaro, así como a diferentes localidades del municipio de Charo. A nivel regional (Bajío), la Zona Metropolitana de Morelia ocupa el quinto lugar, detrás la Zona Metropolitana de León, de Querétaro, de San Luis y la de Aguascalientes. Es la segunda ciudad más grande del Occidente de México. A nivel nacional es la decimoctava ciudad más grande con una población de 988 704 habitantes. La ciudad a principios del siglo XX contaba con menos de 40,000 habitantes, y su crecimiento fue bajo, hasta que entre el periodo 1970-80 casi duplicó su población. Entre los años 1990 y 2000 su crecimiento se desaceleró un poco, pero volvió a incrementarse después del año 2000. En el año 2005 alcanzó 608,049 habitantes. La Tasa de Crecimiento Anual en el periodo 2000-2005 fue de 1.8 %. Para el período 2015-2020 la Tasa de Crecimiento de su Zona Metropolitana fue de 8.41 %.

### Manzanillo, Colima
El puerto de Manzanillo es un bastión del crecimiento en el pacífico mexicano, por su inmejorable ubicación geográfica es la puerta del pacífico hacia los países asiáticos. Por su gran experiencia en el manejo de carga derivada de muchos años de trayectoria y su importante infraestructura portuaria. Todo esto hace de Manzanillo una zona estratégica, pilar del crecimiento de las empresas e industrias de nuestro país. Manzanillo se ha destacado por ser un puerto que con el rápido crecimiento ha venido desarrollando estrategias novedosas que permiten optimizar los recursos e infraestructura portuaria, fortalecer sus medidas de seguridad, y buscar un beneficio integral entre las empresas y las autoridades. Los gobiernos tanto federal como del estado han sido sensibles a la demanda de crecimiento de infraestructura, al desarrollar la autopista desde Manzanillo hasta Guadalajara y en conexión con otras autopistas que conectan con Toluca, Querétaro, San Luis Potosí, la Ciudad de México y otras ciudades importantes del país.

### Tepic, Nayarit
Tepic es la capital del estado mexicano de Nayarit y la ciudad más grande del estado de Nayarit. Con 491 153 habitantes en su Zona Metropolitana (conformándola con el poblado de Xalisco), según el XIV Censo de Población y Vivienda del INEGI en el 2020 es la ciudad más poblada del estado y la más densamente poblada, con 252.9 hab/km². Tiene esta una extensión aproximada de 70.5 km².
Hoy en día, Tepic es una ciudad vibrante y multicultural, con una rica historia y una cultura distintiva. La ciudad es conocida por su historia, su arquitectura colonial y por ser un centro importante para los negocios y la cultura del estado.

## Ciudades más pobladas
Las ciudades más pobladas del occidente de México en 2020 fueron:
| Estado    | Ciudad                        | Población |
| --------- | ----------------------------- | --------- |
| Jalisco   | Guadalajara                   | 1 385 621 |
| Jalisco   | Zapopan                       | 1 257 547 |
| Michoacán | Morelia                       | 743 275   |
| Jalisco   | Tlaquepaque                   | 650 123   |
| Jalisco   | Tonalá                        | 442 440   |
| Nayarit   | Tepic                         | 371 387   |
| Michoacán | Uruapan del Progreso          | 299 523   |
| Jalisco   | Puerto Vallarta               | 224 166   |
| Colima    | Manzanillo                    | 159 853   |
| Michoacán | Zamora de Hidalgo             | 154 546   |
| Colima    | Ciudad de Villa de Álvarez    | 147 496   |
| Colima    | Colima                        | 146 965   |
| Jalisco   | Hacienda Santa Fe             | 139 174   |
| Jalisco   | Ciudad Guzmán                 | 111 975   |
| Jalisco   | Lagos de Moreno               | 111 569   |
| Michoacán | Apatzingán de la Constitución | 102 362   |